# مقياس غلاسكو للغيبوبة
مقياس غلاسكو للغيبوبة  (اختصارًا GCS) هو مقياس للأعصاب يهدف إلى إعطاء وسيلة موثوق بها، وموضوعية لتسجيل الحالة الواعية لشخص ما، بشكل مبدئي وأيضاً بشكل متتابع. يتم تقييم المريض وفقا للمعايير المقررة للمقياس، وتعطي النقاط الناتجة للمريض درجة بين 3 (تشير إلى غيبوبة عميقة)، أو 14 (المقياس الأصلي) أو 15 (المقياس الأكثر استخداما أو تعديلا أو مراجعة للمقياس).
استخدم GCS في البداية لتقييم مستوى الوعي بعد اصابات الرأس، ويستخدم المقياس الآن في للإسعافات الأولية، وخدمات الطوارئ الطبية والأطباء على أنها تنطبق على جميع الحالات الخطرة والصدمات النفسية الحادة. كما أنها تستخدم في المستشفيات لمراقبة المرضى المزمنين في العناية المركزة.
نشر غراهام تيسديل وبراين جنيت أستاذي جراحة الاعصاب في جامعة غلاسكو المقياس في عام 1974 وتابع الإثنين المسيرة بعد ذلك بننشرهما الكتاب الدراسي معالجة إصابات الرأس (ف.أ. ديفيس عام 1981، ردمك 0-8036-5019-1)، وهو عمل جليل في هذا المجال.
يستخدم مقياس جلاسكو للغيبوبة كجزء من عدة نظم تسجيل بوحدة العناية المركزة، بما في ذلك APACHE II، SAPS II، SOFA، لتقييم حالة الجهاز العصبي المركزي. يستخدم مقياس مماثل، في مقياس رانشو لوس أميجوس لتقييم شفاء مرضي صدمة إصابات الدماغ.

## عناصر الجدول
|        | 1             | 2                                 | 3-                                  | 4+                               | 5+                                    | 6.           |
| عيون   | لا يفتح عينيه | يفتح عينيه استجابة للمحفزات مؤلمة | يفتح عينيه استجابة لصوت             | يفتح عينيه بصورة تلقائية         | غير موجود                             | غير موجود    |
| اللفظي | لا يصدر صوت   | أصواتا مبهمة                      | ينطق بكلمات غير مناسب               | مشوش، فاقد الحس بالزمان والمكان  | مدرك للمكان والزمان، يتحدث بشكل طبيعي | غير موجود    |
| الحركة | لا يتحرك      | أمتداد للمحفزات المؤلمة           | استجابة غير طبيعية للمثيرات المؤلمة | انثناء / انسحاب للمنبهات المؤلمة | يتمركز للمثيرات المؤلمة               | يطيع الأوامر |

يتألف المقياس من ثلاثة اختبارات: العين، الاستجابات اللفظية والحركية. يوضع في الاعتبار القيم الثلاث على حدة وكذلك مجموعهم سوياً. أقل (درجة) بمقياس جلاسكو هي 3 (غيبوبة عميقة أو الموت)، في حين أن أعلى درجة هي 15 (شخص مستيقظا تماما).

### أفضل استجابة للعين (ع)
هناك 4 درجات بداية من الأشد:
1. لا فتح العين
2. فتح العين استجابة للألم. (يستجيب المريض للضغط على هليل الظفر، وإذا لم يثير ذلك استجابة فيمكن ضغط أو فرك، أعلي الجفن.)
3. فتح العين استجابة للحديث. (وينبغي عدم الخلط مع الاستيقاظ من النوم للشخص؛ مثل هؤلاء المرضى يحصلون على 4 نقاط، وليس 3).
4. فتح العيون بصورة تلقائية

### أفضل الاستجابات اللفظية (ل)
هناك 5 درجات بدءا من أشد:
1. لا توجد استجابة لفظية
2. أصوات غير مفهومة. (يئن ولكن لا توجد كلمات.)
3. كلمات غير مفهومة. (حديث عشوائي أو تعجبي ملفوظ بوضوح، لكن لا يوجد محادثة)
4. مشوش. (يستجيب المريض لأسئلة مترابطة ولكن هناك بعض الارتباك والبلبلة.)
5. مدرك للزمان والمكان. (يستجيب المريض على نحو متماسك وملائم لأسئلة مثل اسم المريض وعمره، أين هو، ولماذا، والسنة، الشهر، الخ.)

### أفضل الاستجابات الحركية (ح)
هناك 6 درجات بدءا من الأشد:
1. لا توجد استجابة حركية
2. التمدد استجابة للألم (انقباض الذراع، استدارة داخلية من الكتف، كب من الساعد، التمديد من الرسغ، استجابة لا إرادية)
3. انثناء غير طبيعي استجابة للألم (حركة الذراع تجاه الجسم، ودوران داخلي من الكتف، كب من الساعد، انثناء من الرسغ، استجابة انسحابية)
4. انثناء / السحب استجابة للألم (ثني الكوع، إدارة الساعد للخارج، انثناءالمعصم عند ضغط المدارية تطبيقها؛ تسحب جزءا من الجسم بعيدا عندما الضغط علي الظفر)
5. ينكمش استجابة للألم. (حركات هادفة نحو مثيرات الألم، على سبيل المثال، تتقاطع اليد علي الوسط وتصل فوق الترقوة عند الضغط علي العصب العلوي.)
6. يطيع الأوامر. (يفعل المريض أشياء بسيطة كما تطلب منه.)

## التفسير
تقدير الاستجابات الفردية هام كتقدير مجموع النتائج. وبالتالي، فإن النتيجة هي التعبير عنها في شكل «مقياس جلاسكو كوما9 = E2 V4 M3 في 07:35».
عموما، تصنف إصابات الدماغ على النحو التالي:
- حادة، مع مقياس جلاسكوا للغيبوبة ≤ 8
- المتوسطة، مقياس جلاسكو للغيبوبة 9—12
- البسيطة، مقياس جلاسكو للغيبوبة ≥ 13.

في حالات توصيل الأنابيب الطبية والإصابات الحادة أو تورم الوجه / العين من المستحيل إجراء الاختبارات اللفظية أو استجابات العين. في ظل هذه الظروف، تعطي النتيجة 1 مع مُعدل مرفق على سبيل المثال. «ع1م» حيث تدل م علي مغلق، أو ' ح1أ'حيث أ = أنبوب. قد يكون المركب 'مقياس جلاسكو للغيبوبة 5أم'. هذا يعني، على سبيل المثال، عيناه مغلقتان بسبب الانتفاخ = 1، داخل إليه أنبوب = 1، وتبقى نتيجة الحركة 3 درجات لـ 'انثناء غير طبيعي'.
لمقياس جلاسكو للغيبوبة إٍستخدام محدود علي الأطفال، وخاصة الذين تقل أعمارهم عن 36 شهرا (حيث يفتقر حتي الطفل السليم للأداء اللفظي). بالتالي فإن مقياس غلاسكو للأطفال، منفصل إلا إنه لا زال مقياس قريب تم تطويره لتقييم الأطفال الصغار.

## التنقيحات
- مقياس جلاسكو للغيبوبة: بينما يغلب استخدام الـ 15 نقطة، فإن هذا في الواقع تعديل والأصح أن يشار إليه كمقياس جلاسكو المعدل للغيبوبة. الجدول الأصلي كان من 14 نقطة، بحذف فئة 'انثناء غير طبيعي'. بعض المراكز لا تزال تستخدم المقياس الأقدم، ولكن معظم المراكز (بما في ذلك وحدة غلاسكو حيث تم العمل الأصلي) تبنوا استخدام المقياس المعدل.
- مقياس رابابورت للغيبوبة / شبه الغيبوبة قام بتغييرات أخرى.

## وصلات خارجية
- Glasgow+Coma+Scale في المكتبة الوطنية الأمريكية للطب نظام فهرسة المواضيع الطبية (MeSH).